# Kautxin
Els kautxin, kauchin o qau'chin foren una classe militar turcomongola al servei d'un cap, principalment Tamerlà. La paraula es traduiria com una cosa similar a regiment de veterans, i en aquest cas es sospita que es tractava de militars veterans que van lluitar amb Tamerlà des del seu temps de guerrer errant. El títol era probablement hereditari però no es transmetia a tots els descendents, i no tenien un comandament únic.
Aquesta classe ja existia abans de Tamerlà probablement com una guàrdia lleial directament al kan (establerta probablement durant el govern de Quebek, però els mes coneguts són els associats al conqueridor. No obstant cap d'ells va tenir càrrecs de responsabilitat o va formar part de l'elit dirigent i dels consellers mes propers. El 1370 foren recompensats per Tamerlà, i un d'ells fins i tot va rebre una filla d'Amir Husayn com esposa; quatre van rebre comandaments a l'exèrcit. Els kautxin van ser sempre lleials a Tamerlà. Si van ser distribuïts en diversos llocs de Transoxiana no se sap ja que fora dels esmentats a l'entorn de Tamerlà, la resta no es poden distingir de l'exèrcit en general. El 1393 sis amirs kautxin són esmentats al setge de Tikrit juntament amb molts altres que no eren kautxins. Quan Xah Rukh fou nomenat virrei del Khurasan se li van assignar alguns kautxins però quan ja era sobirà no consta cap kautxin al seu entorn, però en canvi Ulugh Beg, governador de Transoxiana, comptava amb 30 kautxins entre els membres del seguici coneguts. Els kautxins es suposa que estaven vinculats a Transoxiana i tenien terres en aquest territori.